# Schloss Trazegnies

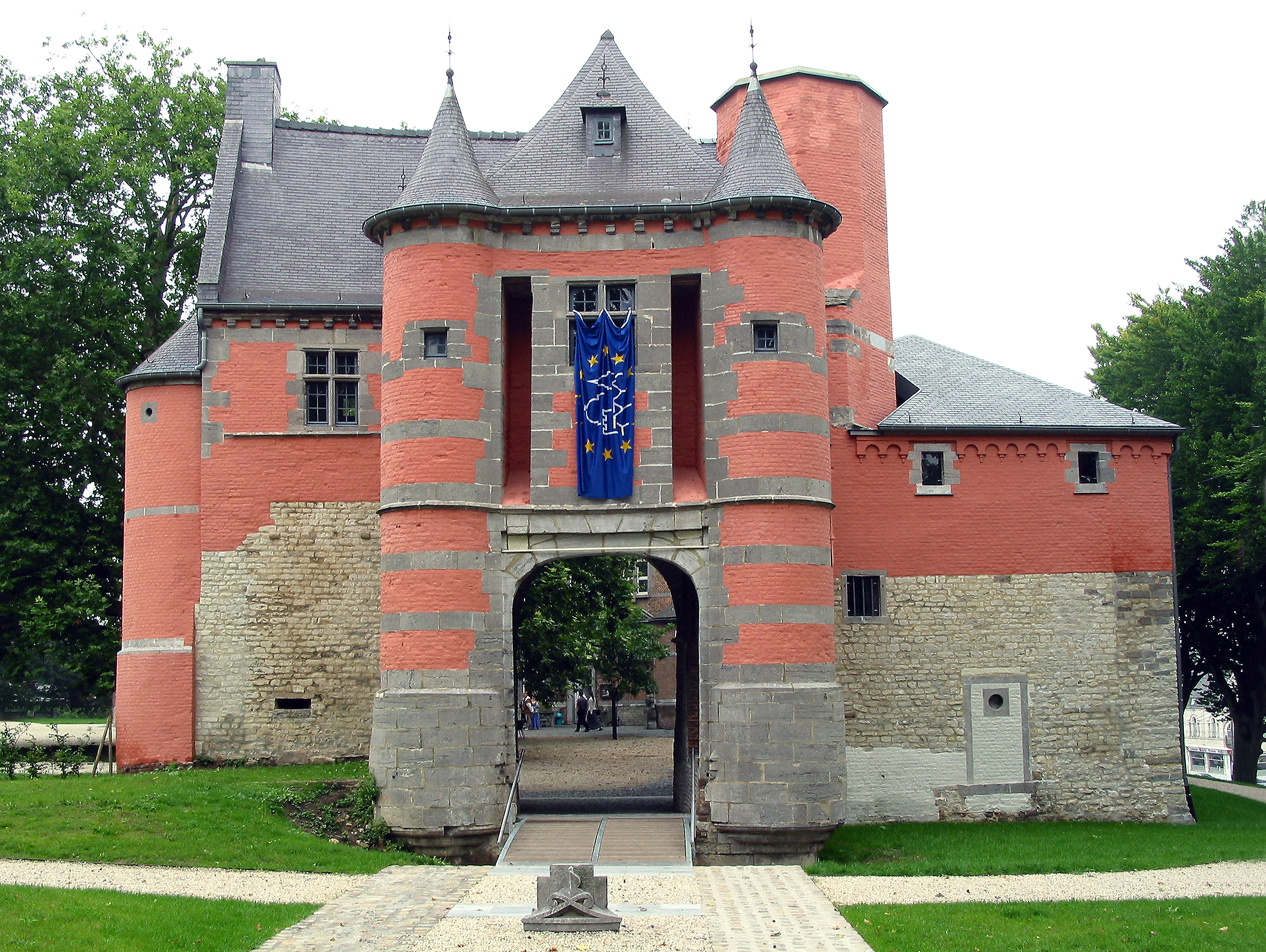
Tor zum Schloss Trazegnies

Das Schloss Trazegnies (französisch Château de Trazegnies) steht in der Ortschaft Trazegnies der belgischen Gemeinde Courcelles in der Provinz Hennegau im wallonischen Teil Belgiens.
Durch das Tor aus dem 13. Jahrhundert gelangt der Besucher in den Innenhof des Schlosses. Dort steht ein Naturdenkmal: ein 300 Jahre alter Baum, der den Schlosshof beherrscht.

## Geschichte
Ursprünglich wurde das Schloss von Gilles I. de Trazegnies errichtet. Romanische Keller bezeugen die frühen Anfänge des Schlosses im 11. Jahrhundert.
Die Herren von Trazegnies waren häufig an Kreuzzügen beteiligt. Otton II. de Trazegnies (ca. 1150–1192) kämpfte auf der Seite von König Richard von England und starb bei der Belagerung von Saint-Jean d’Arce, der ersten militärischen Operation von Bedeutung während des dritten Kreuzzugs. Sein Sohn Gilles II. de Trazegnies verkaufte einige seiner Ländereien, um am vierten Kreuzzug teilnehmen zu können. Gilles III. de Trazegnies wurde vom französischen König zum Befehlshaber der Armee von Sain Louis ernannt und nahm am siebten und achten Kreuzzug teil.
Im Jahr 1554 wurde das Schloss von den Truppen des französischen Königs Heinrich II. gebrandschatzt. Ende des 16. Jahrhunderts wurde das Schloss wieder instand gesetzt. Unter Gillion-Othon de Trazegnies wurde es zu Beginn des 17. Jahrhunderts als Lustschloss wiederaufgebaut und damit zu einem der wenigen Beispiele in Belgien für die Gestaltung der Fassade im Stil Louis-treize. Mit dem Tod von Alexander, dem letzten Marquis de Trazegnies im Jahr 1862 kam der Besitz über seine Nichte in den Besitz des Bergbauunternehmens Bascoup. Seit 1913 ist das Schloss Besitz des belgischen Staats.